# ثنائي كبريتيد السيلينيوم
ثاني كبريتيد السيلينيوم أو سيلينيوم دي سولفيد (Selenium disulfide) هو مركب غير عضوي يحمل الصيغة التقريبية SeS2 كل من الكبريت والسيلينيوم catenate سلاسل وحلقات تشكل بسهولة، وخليط من السيلينيوم والكبريت أيضا يؤدي إلى العديد من «السبائك»
هو واحد من أهم الأدوية في قائمة منظمة الصحة العالمية للأدوية الأساسية والضرورية للنظام الصحي دواء مضاد للمث.

## الاستعمال الطبي
يباع السيلينيوم ثاني كبريتيد باعتباره من المضادات للفطريات وعامل في الشامبو  لعلاج قشرة الرأس والتهاب الجلد الدهني يرتبط في فروة الرأس مع  الملاسيزية  جنس الفطريات.ٍ
- علاج الحكة والقشرة التي تصيب الفروة مترافقة مع الهبرية.
- علاج التهاب الجلد المثي الذي أصاب الفروة.
- علاج السعفة المبرقشة.

## التركيب الكيميائي

الصيغة البنائية ل 1,2,3-Se_{3}S_{5}

## آلية التأثير
قد يثبط الأنزيمات التي تتدخل في عملية نمو الظهارة النسيجية.

## مضادات الاستطباب
فرط الحساسية للمركب أو لأحد مكوناته.
- الاستخدام خلال الحمل: ينتمي هذا الدواء إلى الفئة C.

## الجرعة
- المث، الهبرية: افرك الفروة الرطبة ب 5-10 مل من شامبو هذا المحضر واتركهم عليها لمدة 2-3 دقائق ثم اشطفها جيدا وكرر التطبيق مرة أخرى، تكرر هذه العملية بعد أسبوع ثم بمعدل مرة واحدة كل 1-4 أسابيع حسب الحاجة.
- السعفة المبرقشة: طبق الدهون ذا التركيز 2.5 % على المنطقة المؤوفة وامزجه مع كمية قليلة من الماء واتركه هلى الجلد لمدة 10 دقائق ثم اشطفه بالماء بشكل جيد، كرر هذه العملية مرة باليوم لمدة 7 أيام.[5]

## الحرائك الدوائية
- الامتصاص: لا يمتص يلي تطبيقه على الجلد السليم، ولكنه قد يمتص يلي تطبيقه على الجلد المتأذي.
- الإطراح: يطرح مع البول والبراز وبواسطة الجلد والرئتين.

## فرط الجرعة/الانسمام
يتظاهر فرط الجرعة بالغثيان والقيء والإسهال.

## الآثار الجانبية
تحدث بنسبة تزيد عن 10%
- جلدية: جفاف أو تزييت الفروة.

تحدث بنسبة 1-10%
- عصبية مركزية: وسن.
- جلدية: حاصة أو تغير لون الشعر.
- هضمية: إقياء يلي تطبيقه لفترة طويلة على الجلد المتأذي، ألم بطني، نفس ثومي.
- موضعية: تخريش.
- عصبية عضلية: رعاش.
- متنوعة: تعرق.[6]

## تعليمات خاصة بالمريض
- هذا المحضر معد للتطبيق الموضعي فقط، تجنب تطبيقه على العينين.
- راجع الطبيب في حال أن الآفة قد ساءت أو لم تتحسن.

## تحذيرات
- لا تطبقه على الجلد المتقرح أو المتأذي لئلا تحدث أية سمية جهازية.
- تجنب تطبيقه الموضعي عند الأطفال الصغار (الرضع) ولا سيما أن أمانه للاستخدام لديهم لم يحدد بعد.

## المستحضرات الصيدلانية
شامبو: 1% (120مل، 210مل، 240مل، 330مل)، 2.5% (120مل).

## قراءات إضافية
- Danby، FW؛ Maddin، WS؛ Margesson، LJ؛ Rosenthal، D (ديسمبر 1993). "A randomized, double-blind, placebo-controlled trial of ketoconazole 2% shampoo versus selenium sulfide 2.5% shampoo in the treatment of moderate to severe dandruff". Journal of the American Academy of Dermatology. ج. 29 ع. 6: 1008–12. DOI:10.1016/0190-9622(93)70282-x. PMID:8245236. مؤرشف من الأصل في 2022-08-26.
- Grover، R. W. (1956). "Diffuse Hair Loss Associated with Selenium (Selsun) Sulfide Shampoo". JAMA: the Journal of the American Medical Association. ج. 160 ع. 16: 1397. DOI:10.1001/jama.1956.02960510023006.
- Givens، T. G.؛ Murray، M. M.؛ Baker، R. C. (1995). "Comparison of 1% and 2.5% Selenium Sulfide in the Treatment of Tinea Capitis". Archives of Pediatrics and Adolescent Medicine. ج. 149 ع. 7: 808–11. DOI:10.1001/archpedi.1995.02170200098016. PMID:7795774.
- Ransone، James W.؛ Scott، Norman M.؛ Knoblock، Edward C. (1961). "Selenium Sulfide Intoxication". New England Journal of Medicine. ج. 264 ع. 8: 384. DOI:10.1056/NEJM196102232640806.
- Laitinen، Risto S.؛ Pakkanen، Tapani A. (1987). "77Se NMR spectroscopic characterization of selenium sulfide ring molecules SenS8-n". Inorganic Chemistry. ج. 26 ع. 16: 2598. DOI:10.1021/ic00263a010.